# 쪽박항
쪽박항은 경상남도 거제시 동부면 가배리에 있는 어항이다. 2003년 2월 3일 어촌정주어항으로 지정하여 관리하고 있다. 시설관리자는 거제시장이다.

## 어항 연혁
- 영조(英祖) 45年(1769) 방리(坊里) 개편으로 가배량방(加背梁坊)이였으며 고종(高宗) 26年(1889) 가배리(加背里)가 되었고 1915年 6月 1日 법정리(法定里)로 되었으며 1968年 함박금(含朴金)마을을 분리하여 2개(個) 행정리(行政里)로 되었다.

## 어항 구역
- 수역: 미지정(거제시 동부면 가배리 873-13번지 수역)
- 육역: 미지정

## 어항 시설
- 물양장, 선착장

## 주요 어종
- 참돔, 농어, 우럭